# George W. Picknell
Ne pas confondre avec William Lamb Picknell, né le 23 octobre 1853 à Hinesburg (Vermont), mort le 8 août 1897 à Marblehead (Massachusetts), autre peintre paysagiste américain, ayant lui aussi vécu en France
George W. Picknell, né le 26 juin 1864 près de Springfield et décédé en 1943 à Silvermine, une colonie d'artistes près de New Canaan, dans le Connecticut, est un peintre paysagiste américain ayant longtemps vécu en France.

## Biographie
Après avoir travaillé comme graveur à Boston, George W. Picknell partit à Paris en 1887, suivant les cours de Jules Lefebvre à l'Académie Julian, puis revint travailler à Boston et New York comme illustrateur et se rendit à nouveau en France où il séjourna pendant quinze ans, fondant l'Association des artistes américains de Paris et exposant ses œuvres au Salon des artistes français. En 1911, il rentra aux États-Unis, où il passa le reste de sa vie à Silvermine, y fondant la Silvermine Artist Guilde, participant à de nombreuses expositions de peintures. Il mourut en 1943.
Il est connu surtout pour ses tableaux représentant des paysages ruraux de France et du Connecticut.

## Œuvres

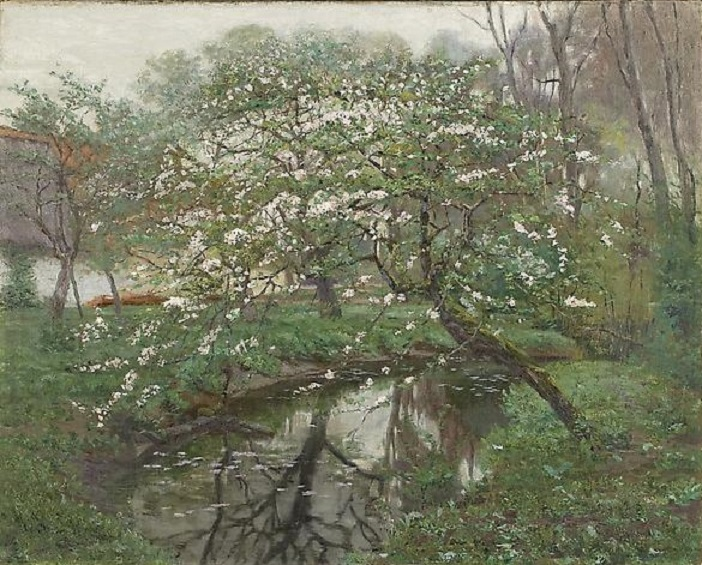
The old orchard (Le Vieux Pommier)

La liste ci-après reste très incomplète :
- The old orchard (huile sur toile)
- Quiet day, Gloucester[2]
- Landscape with Brook and Figure[3]
- Marsh with haystacks[4]
- Waves on the bluff[5]
- Autumn landscape[6]
- Connecticut landscape[7]
- In the Garene, Etaples, France[8]
- Passing storm over a salt marsh - Etaples[9]
- Salt marshes-Etaples[10]
- Sandscape[11]